# San Esteban de la Sierra
San Esteban de la Sierra – gmina w Hiszpanii, w prowincji Salamanka, w Kastylii i León, o powierzchni 20,83 km². W 2011 roku gmina liczyła 359 mieszkańców.